# Geografía de Bután
Bután se encuentra situado en el Sur de Asia a los pies del extremo este del Himalaya. Limita al norte con la República Popular China (República autónoma del Tíbet), a lo largo de unos 477 km, y al oeste con Sikkim, al sur con Bengala Occidental y Assam y al este con Arunachal Pradesh, a lo largo de unos 659 km de frontera con estos estados de la India. Está separado por estrechos territorios de Nepal, al oeste, de Bangladés, al sur, y de Birmania, al sudeste.
Bután es una nación compacta sin salida al mar casi cuadrada, solo mide un poco más de largo que de ancho. La extensión aproximada del territorio es de 47.000 km². Es el país de mayor altitud media del mundo, con 3280 metros sobre el nivel del mar en promedio.

## Relieve

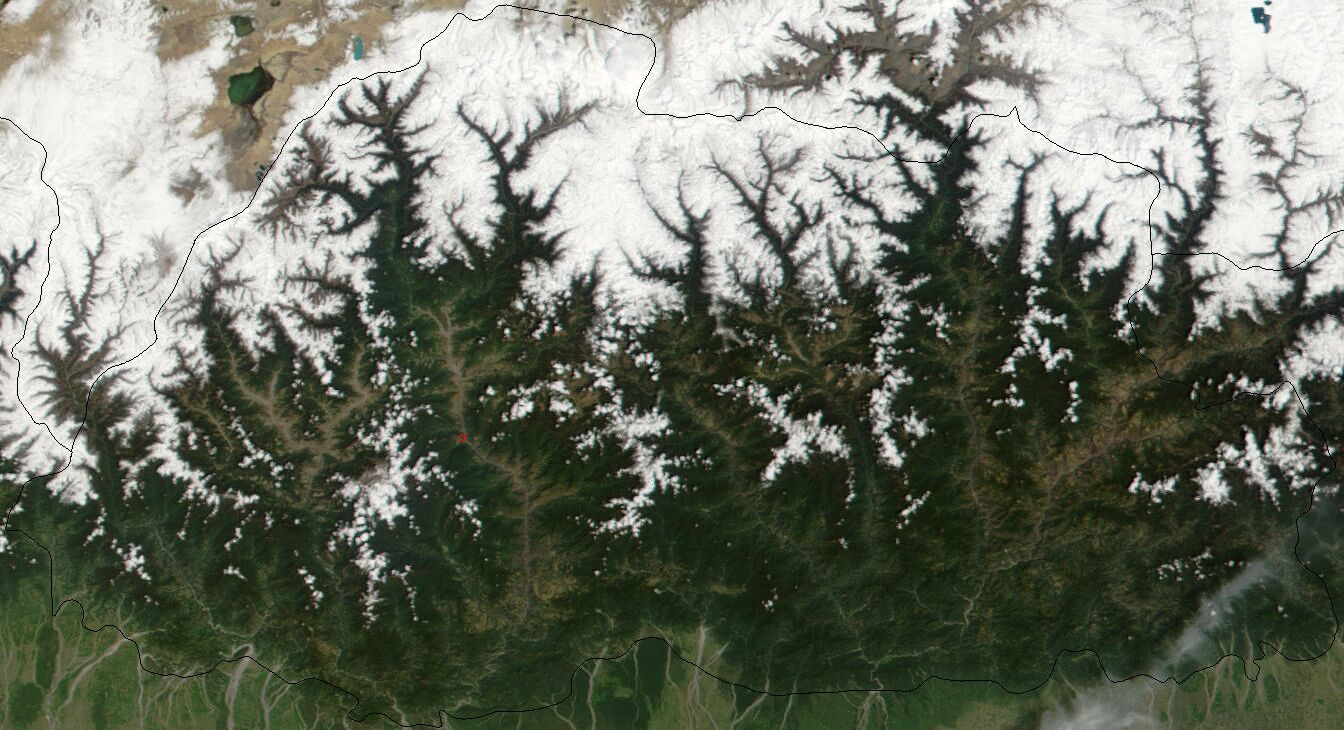
Imagen vía satélite de Bután.

El Himalaya domina el norte del país donde muchos picos superan los 7.000 m.
Aunque típicamente se consideraba al Kula Kangri (7.544 m) la montaña más alta del país, estudios topográficos posteriores han concluido que la cima se encuentra totalmente en China. Según estos el pico más alto es el Gangkhar Puensum de 7.540 m. El clima es extremo en las montañas: las altas cumbres tienen nieve perpetua, y las montañas menores y las gargantas tienen fuertes vientos durante todo el año, lo que las convierte en túneles áridos en verano y páramos helados en invierno. Las ventiscas generadas en el norte cada invierno a menudo se desplazan hacia el sur hacia las tierras altas centrales. Debajo de la roca y el hielo de los picos más altos se encuentra un extenso arco de arbustos y prados alpinos del Himalaya oriental, que contienen, además de pastizales, una amplia variedad de rododendros y plantas herbáceas. Entre los grandes picos se diversifican una gran cantidad de valles, donde se concentra la población.

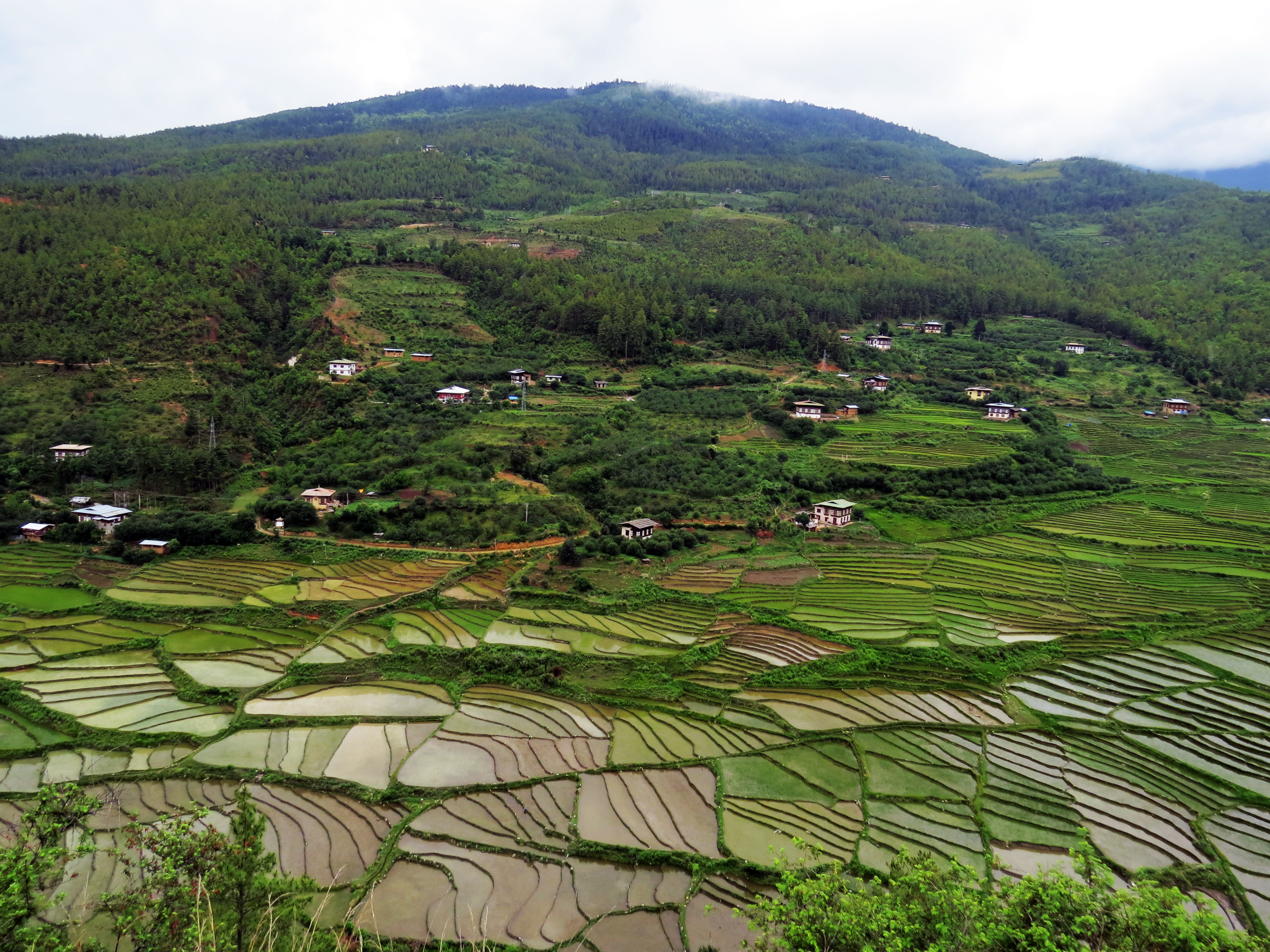
Valle de Paro. Vista de una zona fértil

Otra cadena distinta son las Montañas Negras, en el centro del país, de 1.500 a 2.700 m. En el sur se encuentran las colinas Silawik, que alcanzan los 1500 m gran parte de las regiones están cubiertas de bosques caducifolios.
La franja del extremo sur de la nación cuenta con una menor altitud y se compone principalmente de bosques de hoja ancha subtropicales del Himalaya. Es en gran parte tierra agrícola, que produce principalmente arroz. Solo el dos por ciento de Bután es tierra cultivable, y la mayor parte se concentra en esta área.
Por tanto, se distinguen tres zonas en el país: las altas montañas del norte, los profundos valles entre estas montañas y las zonas bajas del sur, que recuerdan al paisaje predominante en la vecina India.

## Hidrografía

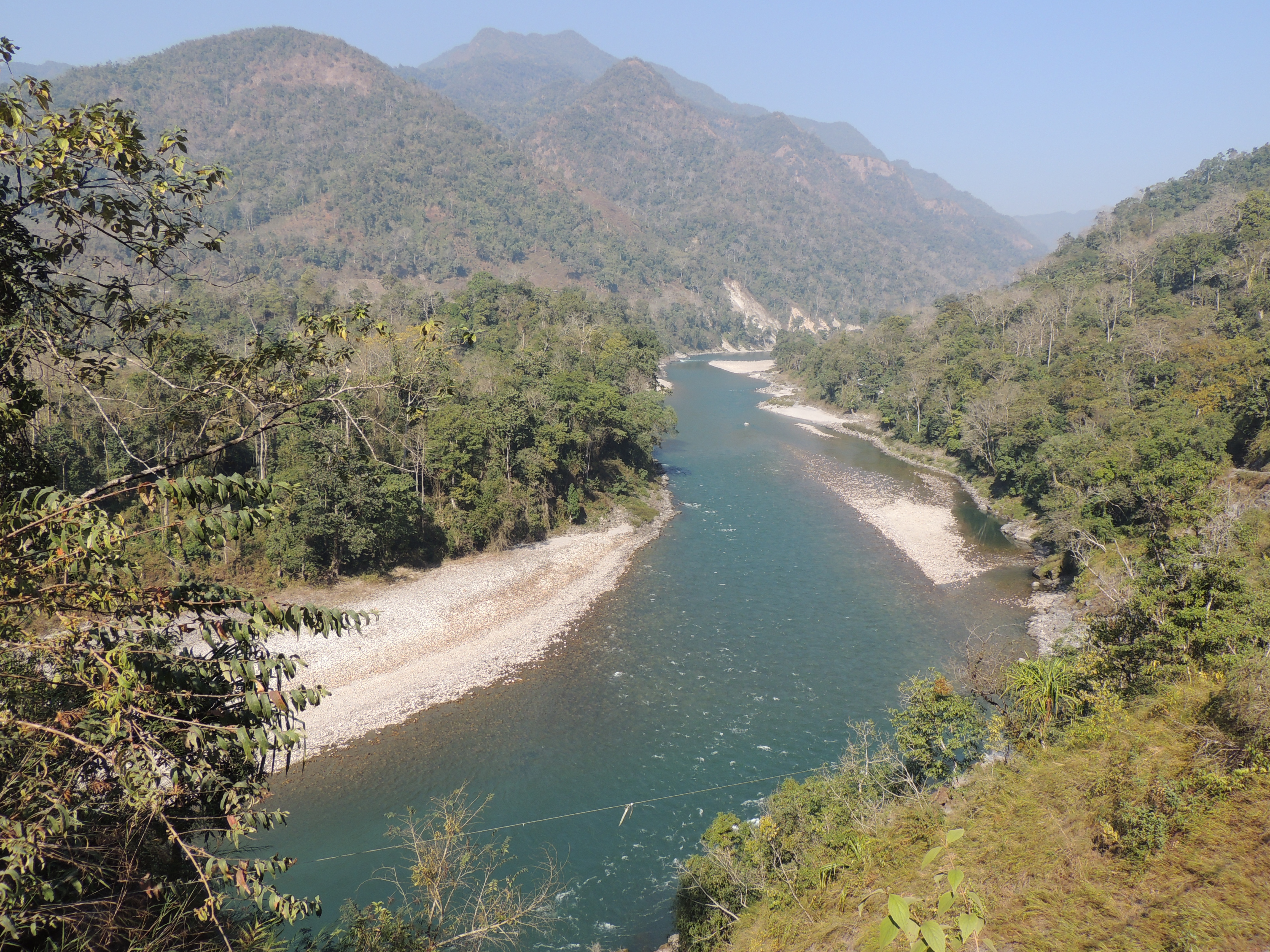
El Dragme Chhu en su paso por Bután

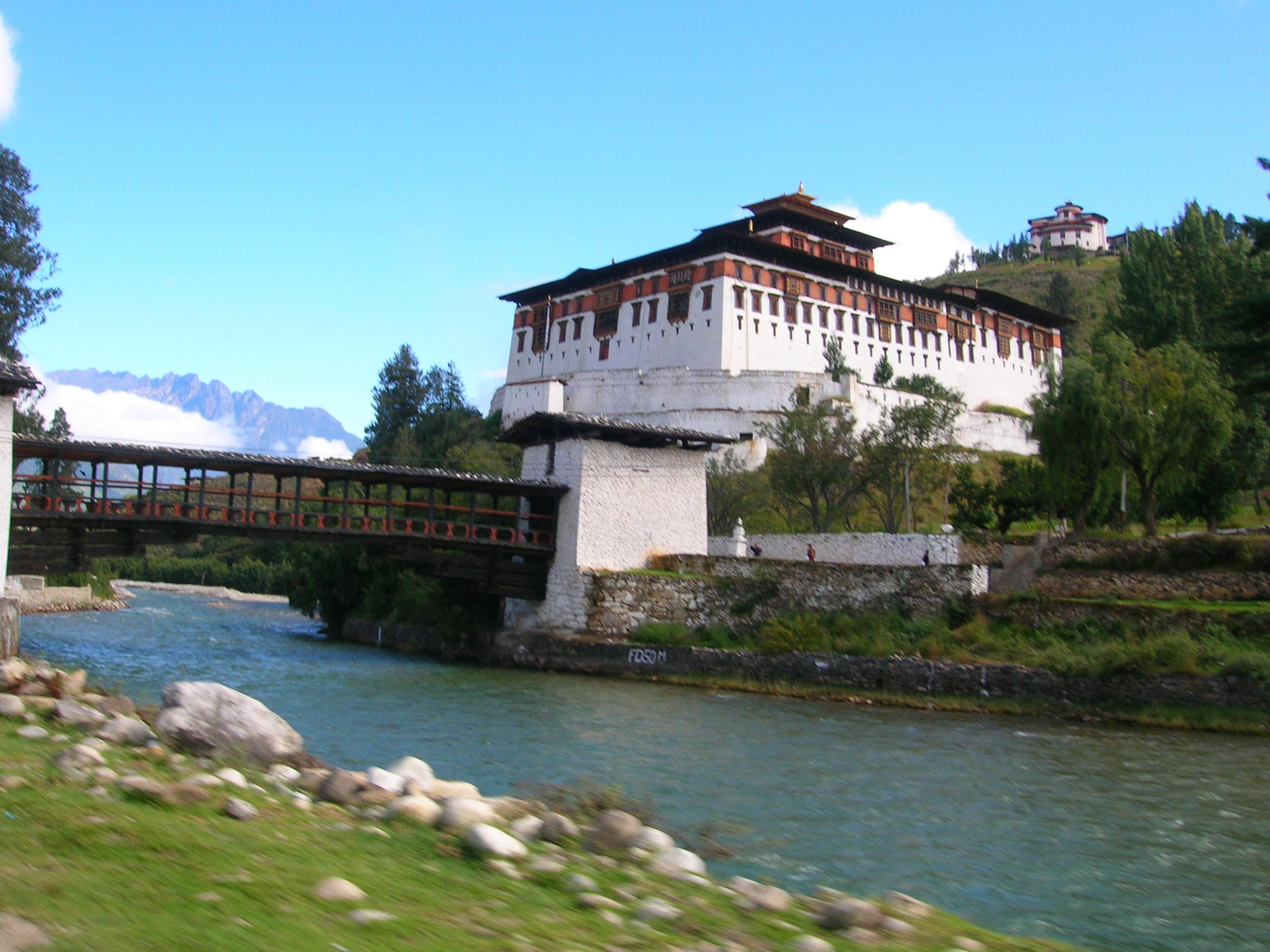
El Paro Chhu junto con el dzong de Paro

Bután tiene cuatro sistemas fluviales principales, ninguno de ellos navegable: el Drangme Chhu; el Puna Tsang Chhu, también llamado Sankosh; el Wang Chhu; y el Amo Chhu. Cada uno fluye rápidamente desde el Himalaya, hacia el sur a través de Duars para unirse al río Brahmaputra en la India, y de allí a través de Bangladés, donde el Brahmaputra se une al poderoso Ganges para desembocar en la Bahía de Bengala.
El sistema fluvial más grande, el Drangme Chhu, fluye hacia el suroeste desde el estado de Arunachal Pradesh en India y tiene tres ramas principales: Drangme Chhu, Mangde Chhu y Bumthang Chhu. Estas ramas forman la cuenca de Drangme Chhu, que se extiende por la mayor parte del este de Bhután y drena los valles de Tongsa y Bumthang. En los Duars, donde se unen ocho afluentes, el Drangme Chhu se llama Manas Chhu.
El Puna Tsang Chhu, de 320 kilómetros de largo, se eleva en el noroeste de Bután como Mo Chhu y Pho Chhu, que son alimentados por las nieves de la Gran Cordillera del Himalaya. Fluyen hacia el sur hasta Punakha, donde se unen para formar Puna Tsang Chhu, que va al sur hacia el estado de Bengala Occidental en India.
Los afluentes del Wang Chhu, de 370 kilómetros, de largo se elevan en el Tíbet. El propio Wang Chhu fluye hacia el sureste a través del centro-oeste de Bután, drena los valles de Haa, Paro y Timbú, y continúa hacia los Duars, donde ingresa a Bengala Occidental como Raigye Chhu. El sistema fluvial más pequeño, el Torsa Chhu, conocido como Amo Chhu en su tramo norte, también fluye desde el Tíbet hacia el valle de Chumbi y rápidamente a través del oeste de Bután antes de ensancharse cerca de Phuntsholing y luego desembocar en la India.

## Glaciares
Los glaciares del norte de Bután, que cubrían alrededor del 10 por ciento de la superficie total en la década de 1980, son una importante fuente renovable de agua para los ríos del país. Alimentados por nieve fresca cada invierno y derritiéndose lentamente en el verano, los glaciares traen millones de litros de agua dulce a Bután y áreas río abajo cada año. El deshielo de los glaciares se suma a los ríos crecidos por el monzón, sin embargo, también contribuye a las inundaciones. Cuando el movimiento de los glaciares bloquea temporalmente los flujos de los ríos, las áreas bajas pueden verse amenazadas por las inundaciones repentinas de los lagos glaciares.
Los glaciares de Bután se están derritiendo. Un informe de las Naciones Unidas de 2008 sugirió que debido al aumento de las temperaturas, los glaciares retrocedían a un ritmo de 30 a 40 metros por año, preparados para hacer que muchos lagos se desbordaran y enviaran millones de galones de agua de inundación río abajo. Este, entre muchos otros problemas relacionados con el clima identificados en el informe, llevó a la asociación regional de ministros de gobierno a establecer el Fondo Regional de Emergencia Sanitaria del Sudeste Asiático en Timbú en septiembre de 2007. De manera similar, las naciones miembros de la Asociación del Asia Meridional para la Cooperación Regional adoptaron acuerdos bilaterales que incluyen medidas sobre el cambio climático y los glaciares en su cumbre de abril de 2010.

## Clima

Clasificación climática de Bután

El clima varía del subtropical en la planicie de Duars, al templado, de inviernos fríos y veranos cálidos, en los valles de las montañas centrales. En el Himalaya los inviernos son severos y los veranos frescos. Se vuelve más inclemente a medida que se asciende a las mayores elevaciones. Como la mayoría de los países asiáticos está afectado por el monzón. Este se ve afectado primero en verano por el monzón del Suroeste, que trae mucha humedad. Durante parte del otoño se prolonga este monzón en parte. El monzón de invierno procedente del suroeste, trae fuertes ventiscas, las nevadas son comunes hasta en alturas de 3.000 m y se producen fuertes tormentas. La precipitación media anual por lo general es alta: oscila entre 1.520 mm en los valles de las montañas y 5.080 mm en la llanura del Sur.
La temperatura varía según la altura. En Timbu, a 2.200 m, varía entre 15 °C a 26 °C durante el monzón del verano, pero baja en enero hasta -4 °C a 16 °C.

## Medio ambiente
Siglos de aislamiento, escasa población y una inaccesible geografía han conducido a que el país tenga uno de los ecosistemas más intactos del mundo. Cerca de 550 tipos de plantas se prenden encontrar, incluida 300 medicinales. El 65 % de la superficie está cubierta de bosques. Cerca de 165 especies de animales habitan el país, incluyendo especies muy raras y en peligro de extinción como el panda rojo, el leopardo de las nieves y el langur dorado. En el año 2000 algo más 20% de la superficie estaba protegida.
Los principales problemas medioambientales son la erosión del suelo así como la baja disponibilidad de agua potable e instalaciones sanitarias. Aparte del crecimiento de la población está aumentando la demanda de leña, y la presión sobre la tierra utilizable para pastoreo y la agricultura. Sin embargo, la conservación del medio ambiente forma parte de la política del gobierno y de la tradición popular.

### Áreas protegidas de Bután

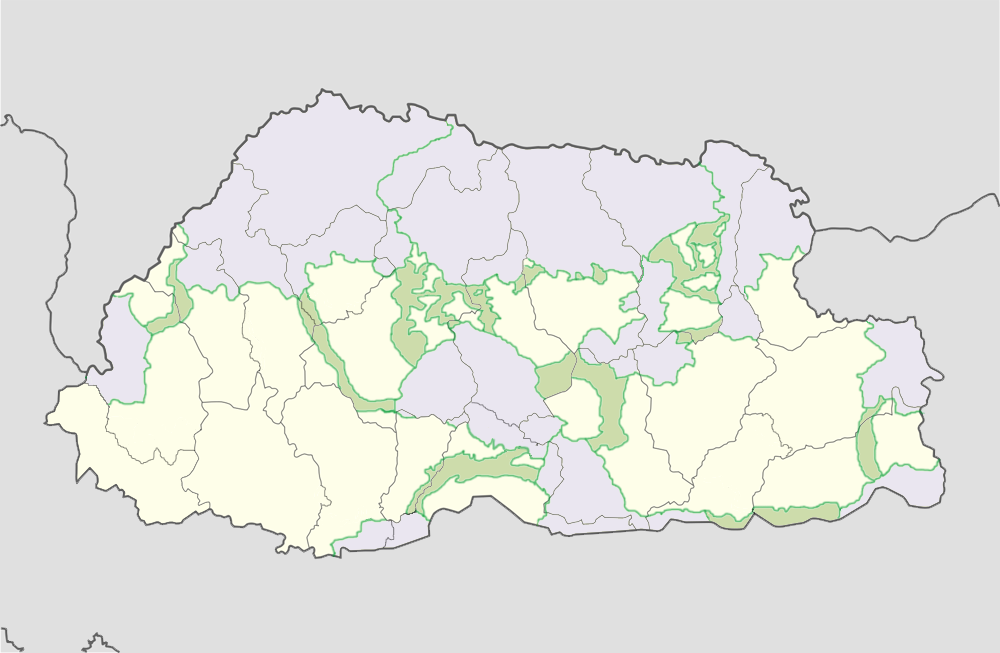
Áreas protegidas de Bután

En Bután hay 21 áreas protegidas que ocupan unos 19.171 km², el 48% del territorio. De estas, 5 son parques nacionales, 8 son corredores biológicos, 4 son santuarios de la naturaleza y 1 es una reserva estricta. Además hay 3 sitios Ramsar que cubren 1225 ha, y 23 IBAs (Important Bird & Biodiversity Areas), que cubren 12.133 km².
- Parque nacional Jigme Dorji
- Parque nacional de Jigme Singye Wangchuck
- Parque nacional real de Manas
- Parque nacional de Thrumshingla
- Parque Centenario de Wangchuck